# Mas Peirot (Cunit)
El Mas Peirot és una obra de Cunit (Baix Penedès) protegida com a Bé Cultural d'Interès Local.

## Descripció
El Mas Peirot està situat en les terres del mateix topònim, per sobre de la C-32, just al límit de Cunit, a tocar amb Cubelles. Es tracta d'un conjunt d'edificacions que originàriament complien funcions agropecuàries. Es diferencien dos cossos, un de planta quadrangular amb coberta a doble vessant i l'altre compost per diferents bucs al voltant d'un pati interior.